# 御宿かわせみ
『御宿かわせみ』（おんやどかわせみ）は、平岩弓枝作の連作時代小説シリーズ。旅籠「かわせみ」を舞台にした人情捕物帖。

## 概要
『小説サンデー毎日』1973年（昭和48年）2月号から隔月で連載される。第33話掲載後、『小説サンデー毎日』休刊のため一時連載が中断したが、文庫版を刊行していた文藝春秋に出版社を替え『オール讀物』1982年4月号から連載が再開された。2005年11月号掲載作品をもって終了。
1973年にTBSの『東芝日曜劇場』で「秋の螢」のタイトルでドラマ化され、以降NHKやテレビ朝日などでテレビドラマ化された。1984年には、主演浜木綿子で帝国劇場にて舞台化された。
続編として明治を舞台に、子ども世代を中心とした『新・御宿かわせみ』がある。

## あらすじ
時は江戸時代末期、ところは江戸大川端。腕利きの町奉行所定廻り同心だった父を亡くした庄司るいは、大川端町（永代橋の西詰めあたり）に旅籠「かわせみ」をひらいた。幼なじみでひとつ年下の恋人の神林東吾は、町奉行所与力の弟。東吾の友人で八丁堀の定廻り同心の畝源三郎や、将軍家御典医の倅の医師・天野宗太郎、かわせみの奉公人とともに市井の事件を解決する。
連作の初期から中期には、身分違いを気にするるいと東吾のなかなか進展しない恋愛模様が長く描かれ、いわば永遠の青春の物語を呈する。のちに東吾の出仕、るいとの結婚と子供の誕生と、幕末の時代の流れの中でそれぞれの登場人物の時間が動いていくさまが描かれる。

## 作品一覧

### 本編
通し番号は毎日新聞社発行のものからの通算（文藝春秋サイトでは異なる）
1. 御宿かわせみ（1974年5月、毎日新聞社 / 1979年3月、文春文庫 / 2004年3月、文春文庫【新装版】）
  - 「初春の客」「花冷え」「卯の花匂う」「秋の螢」「倉の中」「師走の客」「江戸は雪」「玉屋の紅」
2. 江戸の子守唄（1975年12月、毎日新聞社 / 1979年4月、文春文庫 / 2004年3月、文春文庫【新装版】）
  - 「江戸の子守唄」「お役者松」「迷子石」「幼なじみ」「宵節句」「ほととぎす啼く」「七夕の客」「王子の滝」
3. 水郷から来た女（1977年7月、毎日新聞社 / 1980年10月、文春文庫 / 2004年7月、文春文庫【新装版】）
  - 「秋の七福神」「江戸の初春」「湯の宿」「桐の花散る」「水郷から来た女」「風鈴が切れた」「女がひとり」「夏の夜ばなし」「女主人殺人事件」
4. 山茶花は見た（1977年12月、毎日新聞社 / 1980年11月、文春文庫 / 2004年8月、文春文庫【新装版】）
  - 「山茶花は見た」「女難剣難」「江戸の怪猫」「鴉を飼う女」「鬼女」「ぼてふり安」「人は見かけに」「夕涼み殺人事件」
5. 幽霊殺し（1982年9月、文藝春秋 / 1985年9月、文春文庫 / 2004年9月、文春文庫【新装版】）
  - 「恋ふたたび」「奥女中の死」「川のほとり」「幽霊殺し」「源三郎の恋」「秋色佃島」「三つ橋渡った」
6. 狐の嫁入り（1983年5月、文藝春秋 / 1986年8月、文春文庫 / 2004年10月、文春文庫【新装版】）
  - 「師走の月」「迎春忍川」「梅一輪」「千鳥が啼いた」「狐の嫁入り」「子はかすがい」
7. 酸漿（ほおずき）は殺しの口笛（1986年4月、文藝春秋 / 1988年10月、文春文庫 / 2004年11月、文春文庫【新装版】）
  - 「春色大川端」（1984年2月号）
  - 「酸漿は殺しの口笛」（1984年10月号）
  - 「玉菊燈籠の女」（1984年11月号）
  - 「能役者、清大夫」（1984年12月号・1985年1月号）
  - 「冬の月」（1985年2月号）
  - 「雪の朝」（1985年3月号）
8. 白萩屋敷の月（1986年10月、文藝春秋 / 1989年10月、文春文庫 / 2004年12月、文春文庫【新装版】）
  - 「美男の医者」「恋娘」「絵馬の文字」「水戸の梅」「持参嫁」「幽霊亭の女」「藤屋の火事」「白萩屋敷の月」
9. 一両二分の女（1987年6月、文藝春秋 / 1990年5月、文春文庫 / 2005年1月、文春文庫【新装版】）
  - 「むかし昔の」「黄菊白菊」「猫屋敷の怪」「藍染川」「美人の女中」「白藤検校の娘」「川越から来た女」「一両二分の女」
10. 閻魔まいり（1988年6月、文藝春秋 / 1991年6月、文春文庫 / 2005年2月、文春文庫【新装版】）
  - 「蛍沢の怨霊」「金魚の怪」「露月町・白菊蕎麦」「源三郎祝言」「橋づくし」「星の降る夜」「閻魔まいり」「蜘蛛の糸」
11. 二十六夜待の殺人（1988年9月、文藝春秋 / 1991年9月、文春文庫 / 2005年3月、文春文庫【新装版】）
  - 「神霊師・於とね」「二十六夜待の殺人」「女同士」「牡丹屋敷の人々」「源三郎子守歌」「犬の話」「虫の音」「錦秋中仙道」
12. 夜鴉おきん（1989年5月、文藝春秋 / 1992年5月、文春文庫 / 2005年6月、文春文庫【新装版】）
  - 「酉の市の殺人」「春の摘み草」「岸和田の姫」「筆屋の女房」「夜鴉おきん」「江戸の田植歌」「息子」「源太郎誕生」
13. 鬼の面（1989年11月、文藝春秋 / 1992年10月、文春文庫 / 2005年7月、文春文庫【新装版】）
  - 「夕涼みの女」「大川の河童」「麻布の秋」「忠三郎転生」「雪の夜ばなし」「鬼の面」「春の寺」
14. 神かくし（1990年5月、文藝春秋 / 1993年6月、文春文庫 / 2005年9月、文春文庫【新装版】）
  - 「梅若塚に雨が降る」「みずすまし」「天下祭の夜」「目黒河の蛍」」「六阿弥陀道しるべ」「時雨降る夜」「神かくし」「麻生家の正月」
15. 恋文心中（1990年11月、文藝春秋 / 1993年10月、文春文庫 / 2005年10月、文春文庫【新装版】）
  - 「雪女郎」「浅草天文台の怪」「恋文心中」「わかれ橋」「祝言」「お富士さんの蛇」「八朔の雪」「浮世小路の女」
16. 八丁堀の湯屋（1991年11月、文藝春秋 / 1994年11月、文春文庫 / 2005年11月、文春文庫【新装版】）
  - 「ひゆたらり」「びいどろ正月」「黒船稲荷の狐」「吉野屋の女房」「花御堂の決闘」「煙草屋小町」「八丁堀の湯屋」「春や、まぼろし」
17. 雨月（1992年9月、文藝春秋 / 1995年10月、文春文庫 / 2005年12月、文春文庫【新装版】）
  - 「尾花茶屋の娘」「雨月」「伊勢屋の子守」「白い影法師」「梅の咲く日」「矢大臣殺し」「春の鬼」「百千鳥の琴」
18. 秘曲（1993年7月、文藝春秋 / 1996年11月、文春文庫 / 2006年1月、文春文庫【新装版】）
  - 「念仏踊りの殺人」「松風の唄」「おたぬきさん」「江戸の馬市」「冬の鴉」「目籠ことはじめ」「秘曲」「菜の花月夜」
19. かくれんぼ（1994年7月、文藝春秋 / 1997年10月、文春文庫 / 2006年2月、文春文庫【新装版】）
  - 「マンドラゴラ奇聞」「花世の冒険」「残月」「かくれんぼ」「薬研堀の猫」「江戸の節分」「福の湯」「一ツ目弁財天の殺人」
20. お吉の茶碗（1995年4月、文藝春秋 / 1998年4月、文春文庫）
  - 「花嫁の仇討」「お吉の茶碗」「池の端七軒町」「汐浜の殺人」「春桃院門前」「さかい屋万助の犬」「怪盗みずたがらし」「夢殺人」
21. 犬張子の謎（1996年1月、文藝春秋 / 1998年11月、文春文庫）
  - 「独楽と羽子板」「柿の木の下」「犬張子の謎」「鯉魚の仇討」「十軒店人形市」「愛宕まいり」「蓮の花」「富貴蘭の殺人」
22. 清姫おりょう（1996年10月、文藝春秋 / 1999年11月、文春文庫）
  - 「横浜から出て来た男」「蝦蟇の油売り」「穴八幡の虫封じ」「阿蘭陀正月」「月と狸」「春の雪」「清姫おりょう」「猿若町の殺人」
23. 源太郎の初恋（1997年6月、文藝春秋 / 2000年5月、文春文庫）
  - 「虹のおもかげ」「笹舟流し」「迷子の鶴」「月夜の雁」「狸穴坂の医者」「冬の海」「源太郎の初恋」「立春大吉」
24. 春の高瀬舟（1998年3月、文藝春秋 / 2001年3月、文春文庫）
  - 「花の雨」「春の高瀬舟」「日暮里の殺人」「伝通院の僧」「二軒茶屋の女」「名月や」「紅葉散る」「金波楼の姉妹」
25. 宝船まつり（1999年3月、文藝春秋 / 2002年4月、文春文庫）
  - 「冬鳥の恋」「西行法師の短冊」「宝船まつり」「神明ノ原の血闘」「大力お石」「女師匠」「長崎から来た女」「大山まいり」
26. 長助の女房（1999年8月、文藝春秋 / 2002年8月、文春文庫）
  - 「老いの坂道」「江戸の湯舟」「千手観音の謎」「長助の女房」「嫁入り舟」「人魚の宝珠」「玉川の鵜飼」「唐獅子の産着」
27. 横浜慕情（2000年4月、文藝春秋 / 2003年4月、文春文庫）
  - 「三婆」「鬼ごっこ」「烏頭坂今昔」「浦島の妙薬」「横浜慕情」「鬼女の息子」「有松屋の娘」「橋姫づくし」
28. 佐助の牡丹（2001年3月、文藝春秋 / 2004年4月、文春文庫）
  - 「梅屋の兄弟」（2000年2月号）
  - 「江戸の植木市」（2000年3月号）
  - 「佐助の牡丹」（2000年4月号）
  - 「江戸の蚊帳売り」（2000年5月号）
  - 「三日月紋の印籠」（2000年6月号）
  - 「水売り文三」（2000年8月号）
  - 「あちゃという娘」（2000年9月号）
  - 「冬の桜」（2000年10月号）
29. 初春弁才船（2001年11月、文藝春秋 / 2004年10月、文春文庫）
  - 「宮戸川の夕景」（2000年11月号・12月号）
  - 「初春弁才船」（2001年1月号、「新春弁才船」を改題）
  - 「辰巳屋おしゅん」（2001年2月号）
  - 「丑の刻まいり」（2001年3月号）
  - 「桃の花咲く寺」（2001年4月号）
  - 「メキシコ銀貨」（2001年5月号）
  - 「猫一匹」（2001年6月号）
30. 鬼女の花摘み（2002年9月、文藝春秋 / 2005年8月、文春文庫）
  - 「鬼女の花摘み」（2001年7月号）
  - 「浅草寺の絵馬」（2001年8月号）
  - 「吉松殺し」（2001年9月号・10月号）
  - 「白鷺城の月」（2001年12月号）
  - 「新春夢づくし」（2002年1月号）
  - 「招き猫」（2002年2月号）
  - 「蓑虫の唄」（2002年3月号・4月号）
31. 江戸の精霊流し（2003年5月、文藝春秋 / 2006年4月、文春文庫）
  - 「夜鷹そばや五郎八」（2002年5月号）
  - 「野老沢（ところざわ）の肝っ玉おっ母あ」（2002年6月号）
  - 「昼顔の咲く家」（2002年8月号）
  - 「江戸の精霊流し」（2002年9月号）
  - 「亥の子まつり」（2002年10月号）
  - 「北前船から来た男」（2002年11月号）
  - 「猫絵師勝太郎」（2002年12月号）
  - 「梨の花の咲く頃」（2003年1月号）
32. 十三歳の仲人（2004年3月、文藝春秋 / 2007年4月、文春文庫）
  - 「十八年目の春」（2003年2月号）
  - 「浅妻船さわぎ」（2003年3月号）
  - 「成田詣での旅」（2003年4月号）
  - 「お石の縁談」（2003年5月号）
  - 「代々木野の金魚まつり」（2003年6月号）
  - 「芋嵐の吹く頃」（2003年8月号）
  - 「猫芸者おたま」（2003年9月号）
  - 「十三歳の仲人」（2003年10月号）
33. 小判商人（2005年4月、文藝春秋 / 2008年4月、文春文庫）
  - 「稲荷橋の飴屋」（2004年5月号）
  - 「青江屋の若旦那」（2004年6月号）
  - 「明石玉のかんざし」（2004年7月号）
  - 「手妻師千糸大夫」（2004年8月号）
  - 「文三の恋人」（2004年9月号）
  - 「小判商人」（2004年10月号・11月号）
  - 「初卯まいりの日」（2005年1月号）
34. 浮かれ黄蝶（2006年4月、文藝春秋 / 2009年9月、文春文庫）
  - 「浮かれ黄蝶」（2005年2月号）
  - 「捨てられた娘」（2005年3月号・4月号）
  - 「清水屋の人々」（2005年5月号）
  - 「猫と小判」（2005年6月号）
  - 「わいわい天王の事件」（2005年7月号）
  - 「二人伊三郎」（2005年9月号）
  - 「さんさ時雨」（2005年10月号）
  - 「公孫樹の黄ばむ頃」（2005年11月号）

### その他
- 御宿かわせみ 上下巻（1980年8月、文藝春秋） - 毎日新聞社版4冊の収録作品を2冊で再刊
- 「御宿かわせみ」読本（2001年3月、文藝春秋 / 2003年4月、文春文庫） - 人名録の他、ドラマ出演者のインタビューなども収録
- 御宿かわせみ傑作選
  - 初春の客（2004年1月、文藝春秋） - 初期10巻から著者自選の9編を収録
  - 祝言（2005年1月、文藝春秋） - 11巻〜20巻から著者自選の10編を収録
  - 千手観音の謎（2006年1月、文藝春秋） - 21巻〜30巻から著者自選の10編を収録

## 登場人物

### 主要人物
神林東吾
南町奉行所吟味方与力・神林通之進の弟。伸びやかな性格の持ち主。美男子。神道無念流の遣い手で練兵館では高弟の一人。八丁堀の道場の師範の一人であり、方月館の師範代も兼任していた。長い間るいとは正式に結婚できなかったが、講武所の教授方と軍艦操練所勤務（後に教官並）に任命されたことによって、祝言を挙げることができた。八丁堀に生まれた者の使命感と好奇心を併せ持ち、親友である畝源三郎の手伝いをしたり、かわせみに飛び込んでくる事件に首をつっこんだりして常に捕り物に関わる。なお、苗字は当初「かんばやし」と表記されていたが、現在は「かみばやし」に統一されている。
るい（旧姓庄司）
大川端にある旅籠かわせみの女主人。東吾の妻。鬼同心と言われた庄司源右衛門の一人娘。父の死後、同心株を返して旅籠を始める。東吾とは幼馴染。子どもの頃から東吾のことが好きだったが、身分違い（東吾は子のない通之進の跡継ぎと目されていた）であることと家付き娘であることから半ばあきらめていた。作品中、美人であることが強調されている。「酉の市の殺人」にて、「来年がるいの生れ年と同じ干支」との記載がある。
畝（うね）源三郎
定廻り同心。東吾の親友。東吾やるいにとっては幼馴染。定廻りにしては野暮ったいと言われるが、誠実な男。東吾には「源さん」と呼ばれる。

### かわせみ
千春
東吾とるいの娘。
嘉助（かすけ）
かわせみの老番頭。元は庄司源右衛門の若党。捕り方だったときの習性が時々出ることがある。るいを助ける忠義者。
お吉
かわせみの女中頭。母の代からの庄司家の奉公人で、いったん嫁いだが夫に死なれて出戻った。忠義者だが、好奇心が強く、おしゃべり。大の幽霊嫌い。その性格がかわせみに騒動をもたらすこともある。「祝言」にて、天保五年には二十歳過ぎだったとの描写がある。

### 神林家
神林通之進（みちのしん）
南町奉行所吟味方与力。東吾の兄。東吾よりひと回り以上年上で、早くに父を亡くした東吾にとっては父代わりでもある。美男子。やさしい風貌は、幼くして母を亡くした東吾が「母の顔を見たければ兄の顔を見よ」と言われて育ったほど。妻の香苗とはおしどり夫婦。麻太郎を養子にする。
香苗
神林通之進の妻。麻生源右衛門の長女。通之進とは幼馴染で、子どもの頃から許婚であり相思相愛であった。おっとりした性格であるが、人目を忍ぶ仲だった東吾とるいを見守り、また麻太郎を「お腹を痛めて産んだ子としか思えない」と言い切ったこともある。
神林麻太郎（旧姓大村）
清水琴江が大村彦右衛門との結婚後に産んだ子であるが、おそらくは東吾との一夜の契りによる子。琴江が死亡した後、通之進と香苗が何もかも承知の上で養子とする。東吾の若い頃に似ている（ということは通之進にも似ている）ため「通之進の隠し子ではないか」と噂された。

### 畝家
千絵（旧姓江原）
畝源三郎の妻。札差・江原屋の一人娘のため、（お互い思いを口にできないまま）諦めようとしていたが、源三郎の婚礼当日、花嫁の駆け落ちを取り繕う仮嫁となり、そのまま正式に妻となった。源太郎と千代の二子がいる。
源太郎
源三郎の長男。剣の師である東吾を慕う。麻太郎とは親友で、まるで東吾と源三郎の幼い頃のようとも言われる。
千代
源三郎の長女。千春とは幼馴染。

### 麻生家
麻生源右衛門
目付・西の丸留守居を歴任した旗本。香苗と七重の父。東吾たちの父とは親友で、七重と東吾の結婚を望んでいた。剛直な人物だが、宗太郎に家督をゆずって隠居した後は、孫や麻太郎・源太郎たちの相手をするのが楽しみ。
麻生宗太郎 （旧姓天野）
医師。東吾の親友。偽名を名乗ってかわせみに泊まった際、東吾の依頼で悪人を引っかける芝居に一役買ったのがきっかけで付き合うように。将軍家御典医・天野宗伯の長男。母は典薬頭今大路家の長女。西洋医学を学ぶために長崎に留学。後に、七重と結婚、麻生家に養子に入る。つかみ所のない飄々とした人柄。麻生家の離れを治療所にし、貧乏人からは代金を取らない名医として本所・深川あたりの人々に親しまれている。
七重
宗太郎の妻。源右衛門の次女。東吾のことが好きだったが、るいの存在を知り半ば身を引く。のちに宗太郎と結婚し、花世と小太郎の二子を産む。
花世
宗太郎と七重の長女。おてんばで、思わぬ事件に巻き込まれることも。
小太郎
宗太郎と七重の長男。麻生家待望の嫡男。

### お手先
長助
畝源三郎のお手先（いわゆる岡っ引）。岡っ引には珍しく人柄が良い、誠実で温厚な男である。深川佐賀町のそば屋長寿庵の主人だが、店は妻と息子に任せきり。血の気の多かった若い頃に畝源三郎の父に手札をもらいお手先となった。
仙五郎
飯倉・麻布付近を縄張りにするお手先。本業は桶屋（後に息子に譲って隠居する）。こちらも岡っ引には珍しく人柄が良い。

### その他
松浦方斎
剣士。狸穴の方月館の主。直心陰流の達人。温厚な人柄で、東吾が師範代になってからは道場を任せきりにしている。刀剣などにも造詣が深い。
おとせ
方月館の家事一切を引き受ける女性。ある事件がきっかけでかわせみと関わることに。東吾の紹介で息子の正吉とともに方月館に身を寄せる。
善助
方月館の番頭格。
文吾兵衛
通称「永代の元締」。深川あたりの香具師やばくち場を取り仕切る大親分。そのような立場でありながら人が良く、永代の元締の息がかかったばくち場なら素人が安心して遊べると言われる。花世が引き起こした事件をきっかけに東吾達と知り合う。花世に「ひげもじゃもじゃ」と呼ばれる大男。息子は小文吾。
清水琴江
七重の友人。一度嫁いだが、子どもの頃に乱暴された記憶が元で離縁になる。柳河藩の重臣・大村彦右衛門と再婚が迫り、克服のためには好きな人と契ることと医師に言われ、一計を案じて東吾と一夜の契りを持つ。再婚後、おそらく東吾の子である麻太郎を産むが、夫に先立たれ、柳河藩の姫君のお輿入れのお供として多度津に行くも、お家騒動に巻き込まれ、密書を多度津藩江戸屋敷に届ける途中に斬り殺される。
斎藤弥九郎
剣士。この作品では珍しく実在の人物。練兵館の主。東吾と同じ岡田十松に剣を学んだ東吾の兄弟子だが、十松の死後、改めて東吾と師弟の契りを結ぶ。

## テレビドラマ

### 秋の蛍
- 1973年8月26日当時のTBS系東芝日曜劇場放送された。脚本も平岩弓枝。[4][5]

#### 出演
- 庄司るい：若尾文子
- 神林東吾：仲谷昇
- 畝源三郎：小林勝彦
- お吉：大鹿次代

### 真野響子版
NHK水曜時代劇の枠で放送。
- 1980年10月8日〜1981年3月25日（全24回）
- 1982年10月6日〜1983年4月13日（全23回）

人気作で時代劇専門チャンネルで再放映が繰り返されている。
- 2013年9月に『新・御宿かわせみ』のタイトルで30年ぶりにNHK版（1980-1983年）の続編として単発ドラマが製作放送され、主演はNHK版に引き続き真野響子が務める。詳細は新・御宿かわせみ#テレビドラマを参照。
- 2025年2月5日よりBS8Kで4Kリマスター版が放送[6]。同年4月3日以降は、BSプレミアム4K・BSで再放送[7]。

#### 出演（真野響子版）
- 庄司るい：真野響子
- 神林東吾：小野寺昭
- 畝源三郎：山口崇
- 神林通之進：田村高廣
- 神林香苗：河内桃子
- 嘉助：花沢徳衛
- お吉：結城美栄子
- おきく：青地公美 - 第1シリーズ
- おもよ：安藤美智子 - 第1シリーズ
- おきみ：有安多佳子 - 第2シリーズ
- おもん：清水恵子 - 第2シリーズ
- 徳松：村上弘明[注釈 1]。 - 第1シリーズ → 塩屋智章（後の塩屋俊） - 第2シリーズ
- 藤吉：小鹿番 - 第1シリーズ → 伝次：小鹿番 - 第2シリーズ
- 竹：星純夫 - 第1シリーズ
- 幸助：松田知器
- 長助：大村崑 - 第1シリーズ
- おかつ：桜田千枝子 - 第1シリーズ
- 八造：江戸家猫八 - 第2シリーズ
- お花：楠トシエ - 第2シリーズ
- 善助：立原博
- 麻生源右衛門：下條正巳
- 七重：長谷直美 - 第1シリーズ → 平淑恵 - 第2シリーズ
- 松浦方斎：宮口精二 - 第1シリーズ → 安部徹 - 第2シリーズ
- お民：日色ともゑ
- 長七：ハナ肇 - 第1シリーズ
- おとせ：奈月ひろ子 - 第2シリーズ
- 正吉：藤田哲也 - 第2シリーズ
- 寺川佐一郎：寺島幸三 - 第2シリーズ
- 仙五郎：内山森彦 - 第2シリーズ

ほか

#### 主題歌
- 「祭りばやしが終わるまで」（作詞：大津あきら 作曲・編曲：池辺晋一郎 歌：髙橋真梨子）
- オープニング（映像）では、高濱利恵折り紙作品が、映し出されている（折り紙・花嫁人形は眠らない項目も参照）

#### スタッフ
- 制作：村上慧- 第1シリーズ、松尾武（NHK） - 第2シリーズ
- 脚本：大西信行、金子成人、東條正年
- 音楽：池辺晋一郎- 第1シリーズ、桑原研郎 - 第2シリーズ
- 演出：放映リスト参照

#### 放映リスト
| 第1シリーズ | 第1シリーズ     | 第1シリーズ          | 第1シリーズ         | 第1シリーズ |
| 話          | 放送日          | サブタイトル         | 演出                | ゲスト |
| ----------- | --------------- | -------------------- | ------------------- | --- |
| 1           | 1980年 10月8日  | 水郷から来た女       | 岡本憙侑            | 小田ひろ：安奈淳、尾形彦三郎：三上直也、花札のお滝：麻吹淳子、小田良太郎：木村四郎、佐兵衛：坂口芳貞、大下右馬助：小幡利城、お豊：大月優子、おとり：三沢もとこ、板倉屋重兵衛：渥美国泰、松浦方斎：宮口精二、お民：日色ともゑ、河内屋吉兵衛：中野誠也、 |
| 2           | 1980年 10月15日 | 卯の花匂う           | 小林平八郎          | 奈良岡朋子、吉沢京子、森田順平、下元勉、狩野剛太郎 |
| 3           | 1980年 10月22日 | 桐の花散る           |                     | 千秋実、萩尾みどり、柳谷寛、吉岡祐一、長谷川弘、石井富子、菅沼赫 |
| 4           | 1980年 10月29日 | 王子の滝             | 吉村芳之            | 井上孝雄、長谷川明男、尾藤イサオ、高沢順子、 山口美也子、高尾美有紀、陶隆司、成瀬正、高月忠 |
| 5           | 1980年 11月5日  | 江戸の子守唄         | 渡辺紘史            | 下條正巳、長谷直美、武内文平、泉晶子、絵沢萠子、吾桐芳雄 |
| 6           | 1980年 11月12日 | 夕涼み殺人事件       |                     | 水原ゆう紀、佐藤万理、一の宮あつ子、原康義、佐古雅誉、三上昭子、真弓田一夫 |
| 7           | 1980年 11月19日 | 七夕の客             |                     | 南田洋子、牟田悌三、中井啓輔、堀光昭、加藤和夫、草薙良一、上田忠好、福原秀雄 |
| 8           | 1980年 11月26日 | 秋の蛍               | 吉村芳之            | ハナ肇、坂上味和、吉原正皓、増田順司、伊東あつ子 |
| 9           | 1980年 12月3日  | 女がひとり           | 岡本憙侑            | 范文雀、松橋登、新井康弘、名和宏、平井道子、日色ともゑ、二見忠男、久保晶 |
| 10          | 1980年 12月10日 | 女主人殺人事件       | 小林平八郎          | 堀内正美、梅津栄、砂塚秀夫、長谷川哲夫、奥村公延、西村淳二 |
| 11          | 1980年 12月17日 | 山茶花は見た         | 渡辺紘史            | 岡本舞、山本昌平、田島義文、根岸一正、村田みゆき、稲川善一、山川弘乃 |
| 12          | 1980年 12月24日 | 師走の客             |                     | 三林京子、浜田寅彦、仲谷昇、新村礼子、滝奈保栄、山路和弘 |
| 13          | 1981年 1月7日   | 女難剣難             | 岡本憙侑            | 金田龍之介、藤原釜足、小野みゆき、浦辺粂子、辻村真人、鳥井助國、幸田直子 |
| 14          | 1981年 1月14日  | 初春の客             | 松岡孝治            | 角替和枝、阿部希郎、多田幸男 |
| 15          | 1981年 1月21日  | 江戸は雪             | 小林平八郎          | 小澤栄太郎、河原崎建三、織本順吉、八木昌子、 武藤章生、鶴岡修、青柳文太郎、三川雄三、村瀬正彦 |
| 16          | 1981年 1月28日  | 江戸の怪猫           | 渡辺紘史            | 結城しのぶ、根岸季衣、津村隆、片岡半蔵、照内敏晴 |
| 17          | 1981年 2月4日   | 湯の宿               | 河村正一            | 伴淳三郎、鈴木光枝、伊藤孝雄、新田昌玄、樋浦勉、 蝦名由紀子、丸山博一、高杉玄、山中康治、団巌、 保科三良、谷津勲、木村翠 |
| 18          | 1981年 2月11日  | 玉屋の紅             | 小林平八郎          | 若月純子、三浦真弓、西川明、矢野勇生、橋本晶子 |
| 19          | 1981年 2月18日  | 鴉を飼う女           |                     | 南原宏治、木村理恵、佳那晃子、うえだ峻、姫ゆり子、井上三千男、大方斐紗子、井上茂 |
| 20          | 1981年 2月25日  | 宵節句               | 渡辺紘史            | 寺田農、金沢碧、大久保正信、南祐輔、伊藤弘一、狩野剛太郎、大原穣子、池田勝美、摂祐子 |
| 21          | 1981年 3月4日   | お役者松             | 渡辺紘史            | 高橋長英、片桐夕子、山田吾一、鳳八千代、関武志、佐久間宏則、谷崎弘一、唐沢民賢 |
| 22          | 1981年 3月11日  | 鬼女                 | 吉村芳之            | 市原悦子、河原崎長一郎、二木てるみ、芦屋小雁、汐路章、清水一郎、たこ八郎、田中筆子 |
| 23          | 1981年 3月18日  | 花冷え               | 渡辺紘史            | 文野朋子、岡まゆみ、岸部一徳、阿部寿美子、坂部文昭、大林丈史、戸沢佑介、伊藤正博 |
| 24          | 1981年 3月25日  | 人は見かけに         | 小林平八郎          | 坂東八十助、梅野泰靖、伊藤高、マキノ佐代子、松村彦次郎、春江ふかみ、竹田寿郎 |
| 第2シリーズ |                 |                      |                     | |
| 話          | 放送日          | サブタイトル         | 演出                | ゲスト |
| 1           | 1982年 10月6日  | 恋ふたたび           | 清水満              | 仲谷昇、奈月ひろ子、安部徹、園田裕久、丸山詠二、佐々木梅治、桐原史雄 |
| 2           | 1982年 10月13日 | 川のほとり           | 佐藤幹夫            | 松橋登、草薙幸二郎、増田順司、出光元、暖亜浮、 丸山由利亜、谷津勲、大月優子、安部徹、奈月ひろ子 |
| 3           | 1982年 10月20日 | 奥女中の死           | 松橋隆              | 稲垣美穂子、堀勝之祐、佐古雅誉、高杉哲平、麻茶れい、奈月ひろ子 |
| 4           | 1982年 10月27日 | 幽霊殺し             | 若園昌己            | 内田稔、下条正巳、平淑恵、小寺大介、松村彦次郎、田代隆秀 |
| 5           | 1982年 11月10日 | 秋色佃島             | 清水満              | 林ゆたか、高沢順子、伊藤紘、中島元、岡雅子 |
| 6           | 1982年 11月17日 | 三つ橋渡った         | 佐藤幹夫            | 湯原昌幸、千野弘美、戸川京子、堀内正美、稲葉義男、高田敏江、望月太郎、長谷川弘、 高橋義治、川崎博司 |
| 7           | 1982年 11月24日 | 倉の中               | 松橋隆              | 谷川みゆき、広瀬昌助、岐邑美沙子、中原潤、福田妙子、大谷一夫 |
| 8           | 1982年 12月1日  | ぼてふり安           | 吉村文孝            | 犬塚弘、日色ともゑ、遠藤真理子、岡本麗、山西道広、 早田文次、水城蘭子、前沢迪雄、竹田寿郎、 麻ミナ、白井美樹、森井睦 |
| 9           | 1982年 12月8日  | 幼なじみ             | 清水満              | 江藤潤、山本みどり、中村久美、今西正男、奥野匡、舞小雪、稲川善一、勝田武 |
| 10          | 1982年 12月15日 | 師走の月             | 松橋隆              | 火野正平、谷村昌彦、金田龍之介、蜷川有紀、 吉野佳子、宮沢元、伊藤彰洋、渡辺啓子、安部徹、奈月ひろ子 |
| 11          | 1983年 1月5日   | 迎春忍川             | 清水満              | 高樹澪、谷幹一、緋多景子、久保晶、草見潤平、篠田薫、滝雅也 |
| 12          | 1983年 1月12日  | 迷子石               | 佐藤幹夫            | 蟹江敬三、香野百合子、木田三千雄、加藤正之、山川弘乃、飯田テル子 |
| 13          | 1983年 1月19日  | 源三郎の恋           | 清水一彦            | 奈良富士子、浦辺粂子、清水宏、上田忠好、内山森彦、三好美智子 |
| 14          | 1983年 1月26日  | 油屋殺人事件         | 田島照              | 小坂一也、岡本舞、織本順吉、佐藤仁哉、國井正廣 |
| 15          | 1983年 2月9日   | 江戸の手まり唄       | 松橋隆              | 古舘ゆき、三ツ木清隆、小島三児、清水まゆみ、堀越節子、棟里佳 |
| 16          | 1983年 2月16日  | 冬の桜               | 清水満 黛りんたろう | 森下愛子、中西良太、江角英明、宮本幸子、佐野守、保科三良、斉藤暁、池田武志 |
| 17          | 1983年 2月23日  | 梅一輪               | 竹内豊              | 神崎愛、ひし美ゆり子、草薙良一、斉川一夫、岡本隆史、安部徹 |
| 18          | 1983年 3月2日   | 千鳥が啼いた         | 佐藤幹夫            | 尾美としのり、頭師佳孝、此島愛子、川田あつ子、 前野礼子、黒岩義和、小林テル、三川雄三、山崎満、安部徹 |
| 19          | 1983年 3月9日   | 狐の嫁入り           | 清水満 大木一史     | 小松方正、白石奈緒美、福田公子、伊藤美由紀、金井大、 大谷桂三、古代一平、佐藤恒治、神田正夫、 大友町子、田村寛、飯田道郎、加藤善博、和沢昌治、 石垣恵三郎、船場牡丹、森康子、吉田太門                                                                  |
| 20          | 1983年 3月16日  | 子を思う闇           | 若園昌己            | 上村香子、菅野忠彦、浜村純、増田順司、横山万里子、姫ゆり子、戸沢佑介、須釜直美 |
| 21          | 1983年 3月23日  | 吉野の女             | 松橋隆              | 本田博太郎、栗田陽子、川口敦子、稲垣昭三、伊藤正博、 長谷川将、坂野比呂志、竹内靖、日色ともゑ |
| 22          | 1983年 4月6日   | 子なきは去る（前編） | 佐藤幹夫            | 田村亮、倉地雄平、出光元、加藤清三、石田純子、大滝玲子、 山口純平、平川ひさし、築地博、田中勇次、 島田芳子、牧瀬康子、平光琢也、内山森彦、下條正巳、平淑恵、安部徹                                                                                     |
| 23          | 1983年 4月13日  | 子なきは去る（後編） | 清水満              | 田村亮、島村佳江、宝生あやこ、伊藤高、名川貞郎、 加藤清三、石田純子、山口純平、奈月ひろ子、 下條正巳、平淑恵、安部徹 |

### 古手川祐子版
テレビ朝日系でドラマスペシャルが2回放映された
- 「御宿かわせみ・白萩屋敷の月」1988年9月29日
- 「御宿かわせみ・恋娘」1989年3月28日

#### 出演（古手川祐子版）
- 庄司るい：古手川祐子
- 神林東吾：橋爪淳
- 畝源三郎：三浦浩一
- 嘉助：植木等
- お吉：結城美栄子
- 長助：立原博

### 沢口靖子版
タイトルは『新・御宿かわせみ』テレビ朝日系放映
- 1997年10月16日〜1998年3月12日（全19回）

#### 出演（沢口靖子版）
- 庄司るい：沢口靖子
- 神林東吾：村上弘明　（*NHK・真野響子版では、岡っ引き・徳松役）
- 畝源三郎：平田満
- 嘉助：笹野高史
- お吉：藤田弓子
- 長助：石倉三郎
- 麻生源右衛門：織本順吉
- 七重：小島聖
- 香苗：姿晴香
- 神林通之進：津川雅彦

#### 主題歌
- 「FOUR SEASONS」（作詞・作曲：布袋寅泰 歌：山下久美子）

### 放映リスト
1997年
- 1話 10/16 秋の蛍
- 2話 10/23 秋色佃島
- 3話 10/30 卯の花匂う
- 4話 11/6   江戸の子守唄
- 5話 11/13 美男の医者
- 6話 11/20 鬼女
- 7話 11/27 ぼてふり安
- 8話 12/4    息子
- 9話 12/11 冬の月

1998年
- 10話 1/8 江戸は雪消え
- 11話 1/15 水郷から来た女
- 12話 1/22 持参嫁
- 13話 1/29 人は見かけに
- 14話 2/5   師走の月
- 15話 2/12 女難剣難
- 16話 2/18 山茶花は見た
- 17話 2/26 宵節句
- 18話 3/5   藍染川
- 19話 3/12 源三郎祝言

### 高島礼子版
NHK金曜時代劇で放映
- 第一章（2003年4月4日〜5月30日）（全8回）
- 第二章（2004年4月2日〜7月23日）（全16回）
- 第三章（2005年5月13日〜8月5日）（全12回）

#### 出演（高島礼子版）
- 庄司るい：高島礼子
- 神林東吾：中村橋之助
- 畝源三郎：宍戸開（⇒第三章からは沢村一樹）
- 嘉助：小野武彦
- お吉：鷲尾真知子
- 長助：冷泉公裕（⇒第二章からは螢雪次朗）
- 松浦方斎：藤木悠（⇒第二章は伊吹吾郎、第三章は神山繁）
- 天野宗太郎：鈴木一真（⇒第二章から）
- 天野宗伯：津嘉山正種（第三章）
- 麻生源右衛門：井川比佐志
- 七重：吉本多香美
- 神林香苗：仁科亜季子
- 神林通之進：草刈正雄

主なゲスト
- お春：片山さゆり（第二章）
- おとみ：平田裕香（第二章）

ほか

#### 主題歌・挿入歌
- 主題歌「悲しい歌はきらいですか」（作詞：阿久悠 作曲：大島ミチル 編曲：若草恵 歌：田川寿美）

- 挿入歌「花になれ」（作詞：阿久悠 作曲：堀内孝雄 編曲：若草恵 歌：田川寿美）

#### 放映リスト
| 第1シリーズ | 第1シリーズ   | 第1シリーズ      |
| 話          | 放送日        | サブタイトル     |
| ----------- | ------------- | ---------------- |
| 1           | 2003年4月4日  | 幼なじみ         |
| 2           | 2003年4月11日 | 宵節句           |
| 3           | 2003年4月18日 | 水郷から来た女   |
| 4           | 2003年4月25日 | 恋娘             |
| 5           | 2003年5月2日  | 幽霊亭の女       |
| 6           | 2003年5月16日 | 人は見かけに     |
| 7           | 2003年5月23日 | お役者松         |
| 8           | 2003年5月30日 | 持参嫁           |
| 第2シリーズ |               |                  |
| 話          | 放送日        | サブタイトル     |
| 1           | 2004年4月2日  | 美人の女中       |
| 2           | 2004年4月9日  | 女難剣難         |
| 3           | 2004年4月16日 | 藍染川           |
| 4           | 2004年4月23日 | 狐の嫁入り       |
| 5           | 2004年4月30日 | 源三郎の恋       |
| 6           | 2004年5月7日  | 美男の医者       |
| 7           | 2004年5月14日 | 夜烏おきん       |
| 8           | 2004年5月21日 | 息子             |
| 9           | 2004年5月28日 | 幽霊殺し         |
| 10          | 2004年6月11日 | 卯の花匂う       |
| 11          | 2004年6月18日 | 夕涼みの女       |
| 12          | 2004年6月25日 | 酸漿は殺しの口笛 |
| 13          | 2004年7月2日  | 藤屋の火事       |
| 14          | 2004年7月9日  | 麻布の秋         |
| 15          | 2004年7月16日 | 三ツ橋渡った     |
| 16          | 2004年7月23日 | 源三郎祝言       |
| 第3シリーズ |               |                  |
| 話          | 放送日        | サブタイトル     |
| 1           | 2005年5月13日 | 花御堂の決闘     |
| 2           | 2005年5月20日 | 千鳥が啼いた     |
| 3           | 2005年5月27日 | 牡丹屋敷の人々   |
| 4           | 2005年6月3日  | 秋色佃島         |
| 5           | 2005年6月10日 | 雨月             |
| 6           | 2005年6月17日 | 忠三郎転生       |
| 7           | 2005年7月1日  | 雪の夜ばなし     |
| 8           | 2005年7月8日  | 梅一輪           |
| 9           | 2005年7月15日 | 目籠ことはじめ   |
| 10          | 2005年7月22日 | 春の寺           |
| 11          | 2005年7月29日 | 花嫁の仇討ち     |
| 12          | 2005年8月5日  | 祝言             |

## 舞台

### 1984年度版
1984年1月、帝国劇場で上演。帝劇1月特別公演。原作・脚本・演出：平岩弓枝、演出：小野田正。
- 浜木綿子、田村亮、京塚昌子、宮崎美子、松あきら、益田喜頓、大村崑、高橋昌也

### 1997年度版
1997年6月新橋演舞場、1997年国際演劇月参加作品
- 名取裕子、田村亮、下川辰平、松山政路、睦五郎等出演

### 2016年版
明治座五月公演『御宿かわせみ』として、2016年5月に明治座で上演。NHK金曜時代劇と同じく、庄司るいは高島礼子、神林東吾は中村橋之助が務める。脚本・演出はG2が担当。
「江戸の子守唄」「美男の医者」「お吉の茶碗」「岸和田の姫」など原作エピソード５作品を組み合わせて構成されたオリジナルストーリー。

#### 出演（舞台）
- 神林東吾：中村橋之助
- 庄司るい：高島礼子
- 神林通之進：西村雅彦
- 神林香苗：紺野美沙子
- 畝源三郎：高橋和也
- 天野宗太郎：柳下大
- 麻生七重：朝海ひかる

## 読本・漫画
- 我孫子晴美『平岩弓枝。家族のかたち』PHP研究所、1997年。同年のドラマ化に併せ刊行[10]
- 漫画版は、島崎譲の作画で、リイド社の時代漫画誌『コミック乱ツインズ』に2012年2月号から2013年5月号まで連載された。
- 『平岩弓枝「御宿かわせみ」の世界』（文春ムック：オール讀物責任編集、文藝春秋）、2023年7月に追悼出版

## DVD
DVDなどを記述
- 御宿かわせみ 全集 第一集・第二集 DVD-BOX 全12枚セット
- 御宿かわせみ 全集 第一集 DVD-BOX 全6枚セット
- 御宿かわせみ 全集 第二集 DVD-BOX 全6枚セット
- 御宿かわせみ 選集 全6枚セット
- 新・御宿かわせみ

などがある
NHKスクエアなどにて販売
その他 各シリーズにより、各配信サイトでの配信もある